# 바라쿠다사우로이데스

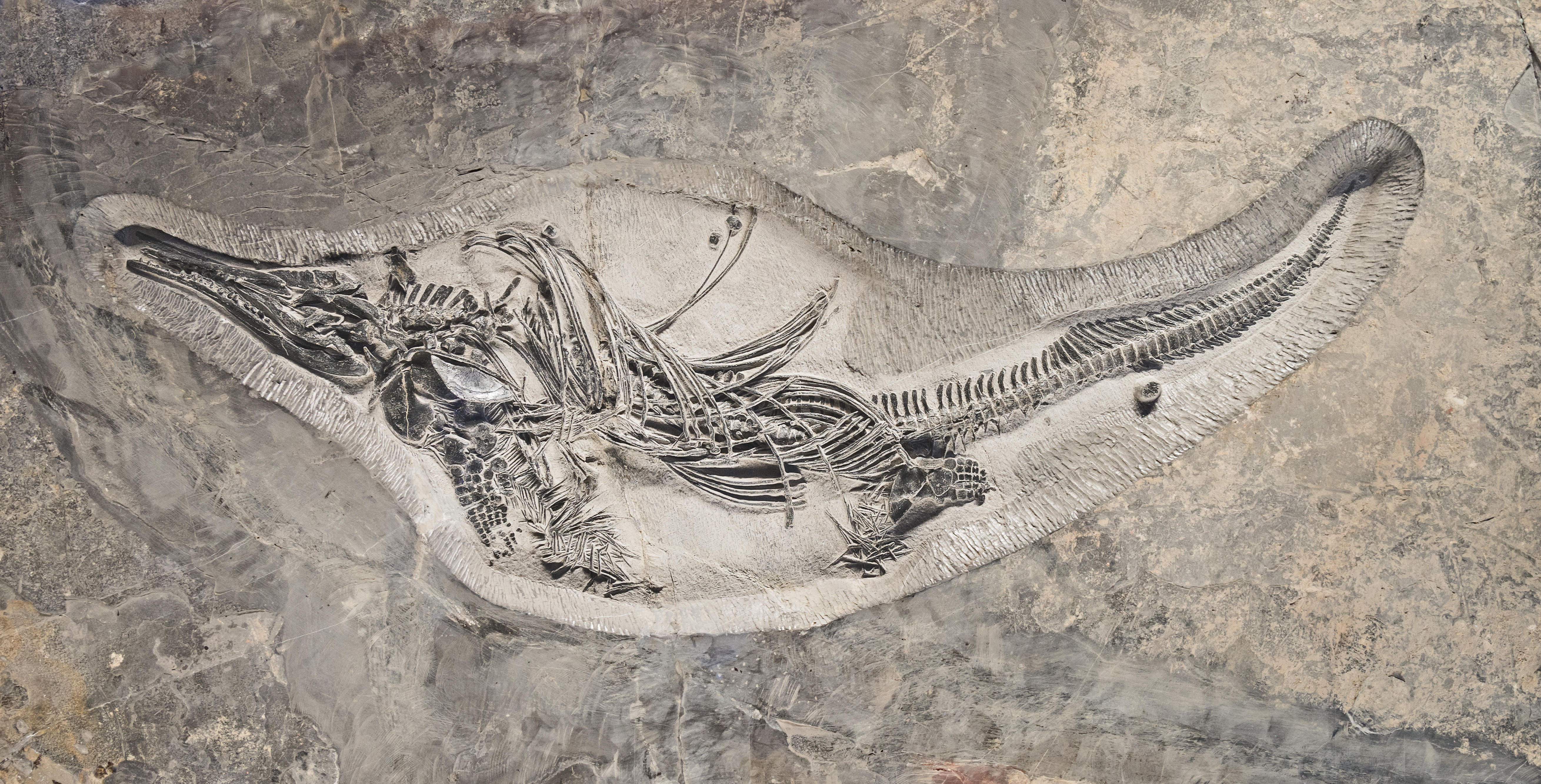

바라쿠다사우로이데스(학명:Barracudasauroidens panxianensis)는 어룡목 믹소사우루스과에 속하는 어룡이다. 지금은 멸종된 종으로서 전체적인 몸길이가 2~4m인 거대한 어룡에 속한다.

## 특징
바라쿠다사우로이데스는 트라이아스기 중기에 살았던 혼합사우루스과 어룡의 한 속이다. 이 속의 화석은 중국 구이저우성에서 발견되었다. 신민(新民) 지역 양주산(an州山) 마을 관링(關 formation)층 상층부에서 발굴된 부분 골격인 GMPKU-P-1033에서 확인되었으며 아니시안 단계의 펠소니아(Pelsonian) 지층까지 거슬러 올라간다. 2010년에 마이클 워스 마이쉬에 의해 명명되었으며 모식종은 바라쿠다사우로이데스 판시아넨시스이다. 바라쿠다사우로이데스는 길고 뾰족하게 확장된 주둥이와 옆으로 뉘여진 꼬리지느러미를 가진 것이 특징이다. 생존했을 당시에는 회색의 등부분과 윗부분을 가지고 있었고 몸의 측선엔 회색의 점들이 나 있었으며 꼬리지느러미의 부분에는 갈색의 점들이 나 있었던 종으로 보인다. 양턱에는 총 20~30개의 뾰족한 이빨들을 가지고 있다. 먹이로는 당대에 서식했었던 물고기, 갑각류, 두족류를 주로 잡아먹고 살았을 육식성의 어룡으로 추정되는 종이다.

## 생존시기와 서식지와 화석의 발견
바라쿠다사우로이데스가 생존했었던 시기는 중생대의 트라이아스기 중기로서 지금으로부터 2억 2000만년전~2억년전에 생존했었던 종이다. 생존했었던 시기에는 중국을 중심으로 하는 동남아시아의 북서부 태평양에서 주로 서식했었던 어룡이다. 화석의 발견은 2010년에 중국의 트라이아스기에 형성된 지층에서 미국의 고생물학자인 마이클 워스 마이쉬에 의하여 처음으로 화석이 발견되어 새롭게 명명된 종이다.

## 같이 보기
- 파충류
- 중생대
- 트라이아스기
- 어룡
- 화석